# David Berger (Eishockeyspieler)
David Berger (* 11. Juli 1983) ist ein ehemaliger südafrikanischer Eishockeytorwart, der den Großteil seiner Karriere bei den Johannesburg Scorpions in der Gauteng Province Ice Hockey League spielte.

## Karriere
David Berger spielte zunächst für Can Am Johannesburg. Seit 2003 stand er in der Gauteng Province Ice Hockey League, einer der regionalen Eishockeyligen in Südafrika, deren Meister am Saisonende den südafrikanischen Landesmeister ausspielen, bei den Johannesburg Scorpions im Tor. Dort beendete er nach der Spielzeit 2011 seine Karriere.

### International
Im Juniorenbereich stand Berger bei der U20-D-Weltmeisterschaft 2000 für Südafrika im Tor. Für die Herren-Auswahl spielte er bereits zuvor bei der D-Weltmeisterschaft 1999. Nach der Umstellung auf das heutige Divisionensystem nahm er an den Weltmeisterschaften der Division II 2003, 2004, 2006 und 2009 teil. Anschließend spielte er 2010 und 2011 in der Division III. Dabei wurde er 2011 mit der besten Fangquote und dem geringsten Gegentorschnitt zum besten Torhüter des Turniers gewählt und trug mit seinen Leistungen maßgeblich zum Wiederaufstieg der Springboks in die Division II bei.

## Erfolge und Auszeichnungen
- 2011 Aufstieg in die Division II bei der Weltmeisterschaft der Division III
- 2011 Bester Torhüter, beste Fangquote und geringster Gegentorschnitt bei der Weltmeisterschaft der Division III